# NGC 4125
NGC 4125 é uma galáxia elíptica (E6/P) localizada na direcção da constelação de Draco. Possui uma declinação de +65° 10' 28" e uma ascensão recta de 12 horas, 08 minutos e 05,5 segundos.